# György Cziffra
György Cziffra (Budapest, 5 de novembre de 1921 – Longpont-sur-Orge, França, 15 de gener de 1994) fou un pianista hongarès. El 1968 es nacionalitzà francès, adoptant el nom de Georges Cziffra.

## Sinopsi biogràfica
És considerat un dels millors pianistes del segle xx. Fill d'una família gitana, el seu pare tocava en cabarets i restaurants en el París de 1910. Als cinc anys ja improvisava melodies populars en bars i circs. Als nou anys fou acceptat a l'Acadèmia Franz Liszt de Budapest, on estudià, entre d'altres, amb Ernő Dohnányi. Realitzà les primeres gires de concerts als 16 anys.
Participà en la II Guerra Mundial i fou fet presoner, i per això no va poder acabar els seus estudis musicals. Després de la guerra es guanyà la vida com a pianista de jazz en bars i clubs nocturns. Intentà fugir d'Hongria que estava sota el jou de la Unió Soviètica, fet que el portà a passar tres anys en camps de treball (1950-1953).
El 1956 guanyà el premi Franz Liszt, fet que l'ajudà a impulsar llur carrera. El mateix any fugí amb la seva esposa i llur fill a Viena, on donà un recital que li obriria les portes de París i Londres. La seva fama es veié afavorida per nombroses actuacions, també als Estats Units.
El 1975 creà la Fundació Cziffra, per al suport a joves artistes. Els francesos li agraïren el seu compromís amb la creació d'un certamen per a piano amb el seu nom. Després de la mort per accident del seu fill el 1981, Cziffra aparegué encara més escassament en públic.
Cziffra morí a Senlis (França) als 72 anys, d'un infart de miocardi resultant d'una sèrie de complicacions degut també a un càncer de pulmó.
Els compositors que interpretava preferentment eren, principalment amb motiu de la seva excel·lent tècnica, Franz Liszt, Frédéric Chopin i Robert Schumann. Un bon exemple de la seva habilitat és la seva interpretació del Grand Galop Chromatique de Liszt.
Els seus arranjaments per a piano també pertanyen a les obres més difícils de la literatura per a piano.

## Joventut
El seu pare provenia d'una família de músics gitanos hongaresos, era un reeixit intèrpret de cimbalom, tocava en nombrosos cafès i teatres i vivia amb la seva família a París en relativa prosperitat abans de la Primera Guerra Mundial. En esclatar la guerra, el seu pare va ser internat, tot va ser confiscat i la seva mare va ser deportada a Hongria amb 5 kg d'equipatge cadascun amb les seves dues filles petites; A Budapest, la Creu Roja els va col·locar en un campament de barraques a Trípolis, Terra d'Àngels, en condicions extremadament miserables. El seu pare només va poder tornar a casa després de la guerra, però no va aconseguir feina, van continuar vivint en la pobresa. El 1921 va néixer aquí el seu fill György Cziffra. Durant molt de temps va ser un fill extremadament malaltís de constitució feble. La seva germana petita va ser portada a una llar d'acollida als Països Baixos com a part de la missió de rescat infantil de la Creu Roja Holandesa. La seva germana gran, Jolan, es va convertir en una nena rentaplats a la cantina dels funcionaris de l'Ajuntament de Budapest a l'edat de 13 anys durant la inflació de la postguerra, des d'on va portar les sobres a casa de la família. Més tard, va aconseguir una feina millor i va poder complir el seu antic desig de llogar un piano. Als 3 anys, György Cziffra observava i escoltava amb enveja la pràctica de la seva germana al piano. A més de la seva malaltia i feble constitució, era precoç; Als quatre anys, va aprendre a llegir i escriure i va començar a practicar el piano. El seu talent es va mostrar ràpidament. El seu pare també el va ajudar a progressar, però les seves pràctiques no eren més que improvisacions seves. Als cinc anys i mig, un circ ambulant que passava el va convèncer perquè actués, i durant deu dies va ser un dels principals atractius del seu espectacle.

Amb l'ajuda d'Ernő Dohnányi, va ingressar a l'Acadèmia de Música a l'edat de vuit anys, els seus professors van ser Dohnányi, Leó Weiner, György Ferenczy, però principalment Imre Keéri-Szántó. A l'acadèmia, va haver de començar a treballar regularment,
"... Vaig haver d'aprendre l'ofici, aprendre a conèixer i reconèixer obres musicals",
va escriure. Als tretze anys, com a nen prodigi, ja va donar concerts amb èxit, però una de les seves gires de concerts a l'estranger a Escandinàvia, on va viatjar malgrat l'oposició del seu mestre, va acabar en un greu fracàs artístic i financer. De 1934 hi ha un enregistrament cinematogràfic d'un concert on va interpretar Schubert, vestit de mariner.
A causa de la greu malaltia d'Imre Keéri-Szántó, va caure en mans d'altres mestres canviants. Els seus estudis es van tornar irregulars, i en la seva vida privada es va limitar a una irregularitat continua, i durant mesos va vagar pels carrers dia i nit amb nois i noies d'idees afins. Després d'aquest període, va voler guanyar diners i va actuar als locals durant molt de temps, tot i que va romandre estudiant a l'Acadèmia de Música fins al final.

## Guerra, període Rákosi, presó
Als 19 anys, fruit d'un gran amor que va esclatar en pocs dies, es va casar amb Soleilka (1921-2006), que era d'origen egipci. ballarina de la discoteca Arizona de Budapest. El 1942, quan el seu fill encara no havia nascut, George, va ser reclutat per l'exèrcit. Va desertar de l'exèrcit, va passar al bàndol soviètic. Al principi va ser detingut per partisans, però després va aconseguir fer entendre que s'havia convertit voluntàriament. Es va unir a l'exèrcit democràtic hongarès organitzat per la Unió Soviètica, on va treballar com a sergent d'entrenament. Va ser donat de baixa el setembre de 1946.

A partir de 1947 va continuar els seus estudis amb Ferenczy, al mateix temps que es convertia de nou en un virtuós de les nits de Pest. 
"Corbant la columna vertebral, em vaig tornar a enfonsar al món de la nit",
va escriure a la seva autobiografia. Tocava música en bars (Savoia, Danube Boulevard, Arizona, etc.), i el món artístic i esportiu de Pest el seguia d'un lloc a un altre (per exemple, Tamás Vásáry, Ferenc Puskás). L'actriu Mária Mezey el van qualificar de "miracle del piano" amb noble senzillesa. El 1950, va intentar desertar amb la seva dona i el seu fill petit, però va ser capturat i empresonat en un camp de treballs forçats. Va treballar en una fàbrica de picapedrer i en el lloc de construcció de la Universitat Tècnica de la Indústria Pesant a Miskolc, i va donar concerts als companys de presó. El 1953 va ser alliberat i, tot i que la seva mà patia pel treball aspre, va intentar tocar el piano de nou, de nou a la nit de Pest. Vivia a Budapest, al número 1 del carrer Badacsonyi. Fins i tot a través del tallafocs, el seu piano es podia escoltar regularment al costat.

## Győző Határ sobre el "concert de presoners"
"Així recorda el seu antic presoner de Miskolc, l'arquitecte i escriptor Győző Határ, la construcció de la Universitat Tècnica d'Indústria Pesant Mátyás Rákosi a la vall de Dudujka i el "concert a la presó" de György Cziffra.
Encara tinc davant meu el seu rostre, doncs, la seva anatomia nua al sol, la seva marxa cansada. No tenia ni trenta anys. (...) Sempre somreia (potser solitari, potser fins i tot en la foscor), i aquell somriure amarg no sortia mai de la seva boca; Però en aquest embocadura en forma de somriure de màscara, hi havia més escombrada amarga de dolor que reconciliació amb l'adversitat. La seva visió del món era la imatge del món condemnat, del món jutjat. (...)
Ell i la seva dona i el seu fill nounat van intentar creuar Txecoslovàquia i van ser aturats a la frontera entre Txecoslovàquia i Àustria. I tota aquesta il·lusió, aquest gir no era la història de dies, sinó de setmanes: els contrabandistes que el van fer caure van fer una ganga per la seva pell a l'esquena. Va tenir tres anys. No era pretensiós, era conegut i respectat al campament, sinó que mantenia la distància. (...)
Per descomptat, hi havia gent al campament amb qui Gyurka no era popular: bumburnyaks, massatgistes; músics primitius, que es van sorprendre en escoltar el "pianista" i volien tocar amb ell a tota costa
"I un "artista"?! L'estable de la mare de Deazide: als picapedrers amb ell! Allà, el seu descuidat pot ser "artístic" fins que es fica en problemes!...
Tan bon punt va arribar a l'oficina que György Cziffra s'havia tallat amb el "filferro", a la brigada de picapedrers, l'operació de rescat va començar immediatament. La feina dels picapedrers era portar-hi les llambordes serrades, col·locar-les a la base del mur cru i lliurar-les com a primeres pedres. Guants - per als presos? Ningú havia sentit mai a parlar d'una cosa així, cadascú l'agafava com va poder amb les mans nues, alguns d'aquí, d'altres d'allà. Al final del torn, la persona a la qual no li baixava el ronyó també tenia butllofes de sang als palmells i els canells estaven inflats. Sabíem que si ho fes només un mes, se li arruïnarien les mans. Ens va ocórrer la idea del rescat: el vam deixar on estava tallat, però el vam fer pel cap de brigada dels picapedrers. Els massatgistes d'aspecte marcona no en sabien res: ens vam oblidar de dir-los. A partir d'aleshores, l'únic que va haver de fer en Gyurka va ser gestionar el calçat i registrar l'actuació de la seva brigada. (...)
Els diumenges la gent es divertia a la plaça de davant del campament de barraques. Caram, no saps des d'on, de sobte hi havia un podi perquè el 'conjunt vocal' que havia reclutat tingués alguna cosa a aixecar; Quan es van acostumar al podi i el piano es va instal·lar a la muntanya, la gent de Smasszer devia pensar: sempre hi havia estat. D'una escola llunyana, on n'hi havia dos, d'alguna manera en van aconseguir un, i Gyurka Cziffra amb els 'insiders' de seguida es va posar a sintonitzar-lo; La tecla d'afinació que hi vam trobar era ràpida a la mà, i el cavall col·locat sobre els maons també li servia de cadira de piano.
No hi va haver ni un concert anunciat ni previst, i al principi el mateix Mestre només s'hi va passar els dits, va renyar que tot estava rovellat i improvisat; després en un moment donat es va perdre en el segon concert per a piano de Liszt. Aquell a qui li va colpejar l'orella i que coneixia es va aventurar més a prop. El massatgista, que ell mateix menjava diumenge amb una tija de rosella a la boca, no el va reconèixer, i va riure de riure, en lloc de "música de gat" va oferir una altra cosa: "la seva nota"; finalment va acceptar. Durant el segon acte, una multitud enorme ja envoltava el podi, els de Máztát es van apropar més; i d'alguna manera el comandant del campament també el va fer sortir i el va portar el seu assistent: es va quedar amb les mans a l'esquena i mentre escoltava, es va preguntar què feia. Però en aquell moment ja havia autoritzat l'esdeveniment no autoritzat amb la seva presència, i si algú fins i tot pensava a empènyer una cadira sota ell, es va asseure: el concert va tenir un caràcter semioficial i festiu: György Isten Cziffra va tocar el segon concert per a piano de Liszt sota el cel obert d'Isten Dudujkai, i com que acompanyament no n'hi havia, també va interpretar la part orquestral de memòria. I mentre les races s'elevaven cap al cel i temptejaven l'amor salvació del gran romanç, vaig mirar les cares. A les cares dels assistents, qui és un insecte, que treballa per diners de butxaca, qui és un saltamarges, qui és un contrabandista d'éssers humans, qui és un criminal de guerra, qui és un ferrer, qui és un vell lluitador, qui és un acaparador; i aquesta miserable humanitat rep ara la gràcia de l'art amb la boca oberta de reverència, i encara que no sàpiga què l'està causant, què hi passa, encara es lliura a l'arbitrarietat celestial de l'entorn desconegut i parpelleja, amb força al sol ardent... per a mi, B. Pista, ex-duanera, recitalista: – un concert per als canalles, al campament!.
-Hátár Győző: Camí de la vida. Segona part / Cada vaixell és el meu país, capítol 19-

## Des de tocar el piano de bar fins a l'escenari del concert
György Ferenczy, el professor de piano de l'Acadèmia de Música, després d'haver establert que Cziffra estava cridat a fer més que tocar el piano de bar, va decidir el 1954 treure-l de la nit i dirigir-lo cap a la música clàssica. Va organitzar audicions professionals per a Cziffra (Kodály, Weiner, Zathureczky) i com a resultat, Cziffra, de 33 anys, va ser acceptat com a estudiant extraordinari a l'Acadèmia de Música. També va rebre una modesta beca filharmònica. Cziffra va abandonar la vida nocturna, va canviar radicalment el seu estil de vida, va començar a treballar i fer exercici molt dur i persistent. La seva ètica de treball era exemplar. Tècnicament, no tenia res a aprendre, només estudiava estils musicals. Ferenczi va portar l'enregistrament de demostració de Cziffra a Viena, que va ser molt útil per a Cziffra més tard.
En els anys següents, Cziffra es va convertir gradualment en l'estrella de la vida concertística hongaresa, però a mesura que augmentava el seu èxit, va dividir cada cop més la professió. Va trobar enemics sobretot en els cercles de la direcció musical de l'època, però també va tenir rivals entre els pianistes. Cziffra era una cèl·lula estrangera en el teixit de la vida musical d'aquella època, no el podien acceptar. Estaven gelosos del virtuós que venia de fora, de la música lleugera, que tant impacta en el públic. Va rebre poques actuacions, no va poder tocar a la ràdio i gairebé no el van voler alliberar a l'estranger. Cziffra estava comprensiblement molest per això. L'any 1956 se li van fer gestos (Premi Ferenc Liszt, gravació, etc.), però ja era massa tard.

## Després de 1956

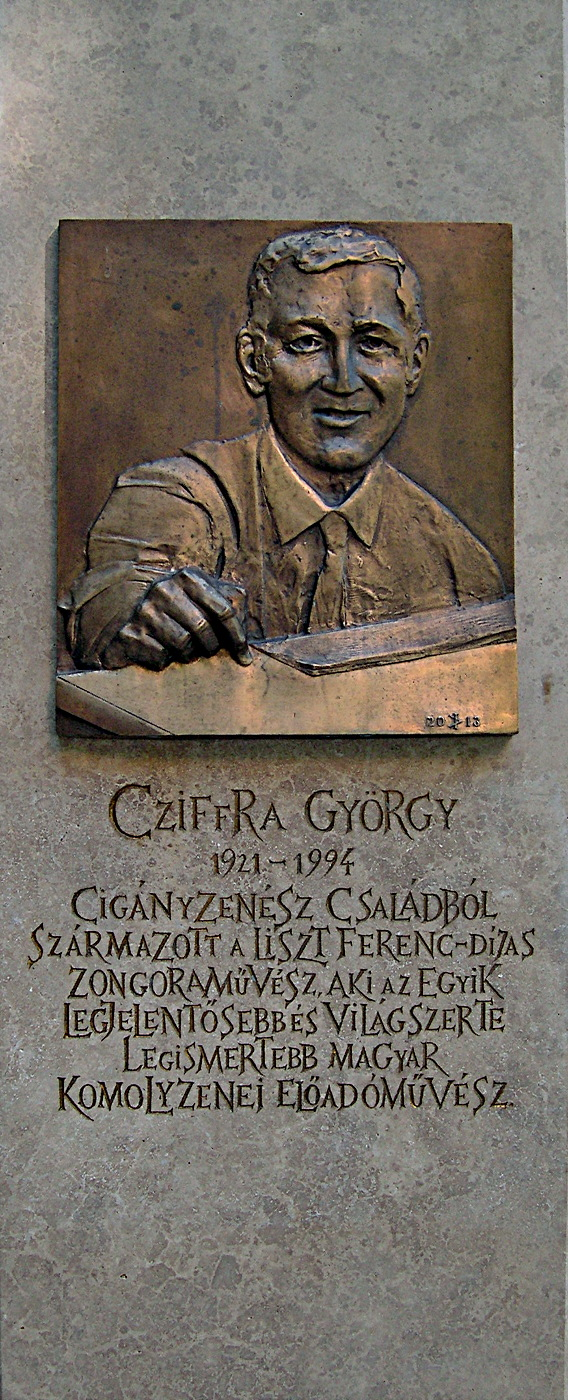
La placa commemorativa d'Antal Illyés al Parc dels Gitanos dels Músics de Budapest (2013)

El 22 d'octubre de 1956, va tocar el concert per a piano de Béla Bartók a l'Acadèmia de Música. "Els aplaudiments van esclatar de l'audiència com lava brillant", van escriure més tard els crítics. Molts encara afirmen que aquest concert va tenir un paper important en la configuració de l'estat d'ànim del 23 d'octubre.
Aprofitant l'obertura temporal de la frontera occidental l'any 1956, va sortir d'Hongria amb la seva família viatjant fins a la frontera en moto amb sidecar i després a peu. Al principi els van posar en un campament a Àustria, però van ser alliberats al cap de tres dies, i Cziffra va oferir un concert de piano amb gran èxit al Brahms Saal de Viena, que fins i tot va ser elogiat a The New Yorker. A finals d'any va ser cridat a França. Van arribar a París el desembre de 1956 i amb el seu primer concert van irrompre en la vida musical mundial gairebé com un cometa. Després del concert al "Théâtre du Châtelet", artistes de fama mundial van presentar els seus respectes al seu camerino: l'organista Marcel Dupré, la pianista Marguerite Long i el compositor Arthur Honegger. Fora de París, va actuar amb un gran èxit a les principals sales de concerts i festivals del món, aconseguint un gran èxit, per exemple, al Royal Albert Hall de Londres i al Carnegie Hall de Nova York.
Charles de Gaulle -a petició de la seva dona amant de la música- el va convidar al Palau de l'Elysée, i després va rebre la ciutadania francesa. A proposta de l'escriptor André Malraux, aleshores ministre de Cultura, es van instal·lar a Senlis, on va iniciar el Festival de la Chaise Dieu l'any 1966, van comprar i renovar la capella de Saint Frambourg a Senlis, que estava en molt mal estat i havia estat utilitzat com a taller de reparació d'automòbils, on va oferir una sèrie de concerts, però també va acollir exposicions de belles arts. Les noves finestres de vidre de la capella van ser realitzades per Joan Miró, la capella renovada va ser inaugurada pel primer ministre Raymond Barre.[26] Va establir la Fundació Cziffra (Fondation Cziffra), que tenia com a objectiu donar suport a joves músics i artistes visuals.

## La seva vellesa, la seva mort
El seu fill, György Cziffra J. (1942–1981) es va convertir en un reconegut director d'orquestra, amb qui va donar molts concerts conjunts amb èxit, però va morir en un incendi d'un apartament el 1981. La mort prematura del seu fill va ser difícil per a ell, i per això, ja no va actuar amb la banda i no va fer cap gravació. Després d'això, la seva dona, la fe i la música el van mantenir. Les seves actuacions es van fer menys freqüents i va morir d'un atac de cor als 72 anys en una clínica prop de París.
A Hongria va rebre el Premi Ferenc Liszt el 1956 i el 1993 va rebre la Creu Central de l'Orde del Mèrit de la República. A França, també l'any 1993, va rebre el grau d'oficial de l'Orde d'Honor. El 1986, es va convertir en ciutadà honorari de Kőszeg.

## El seu repertori i la tècnica del piano

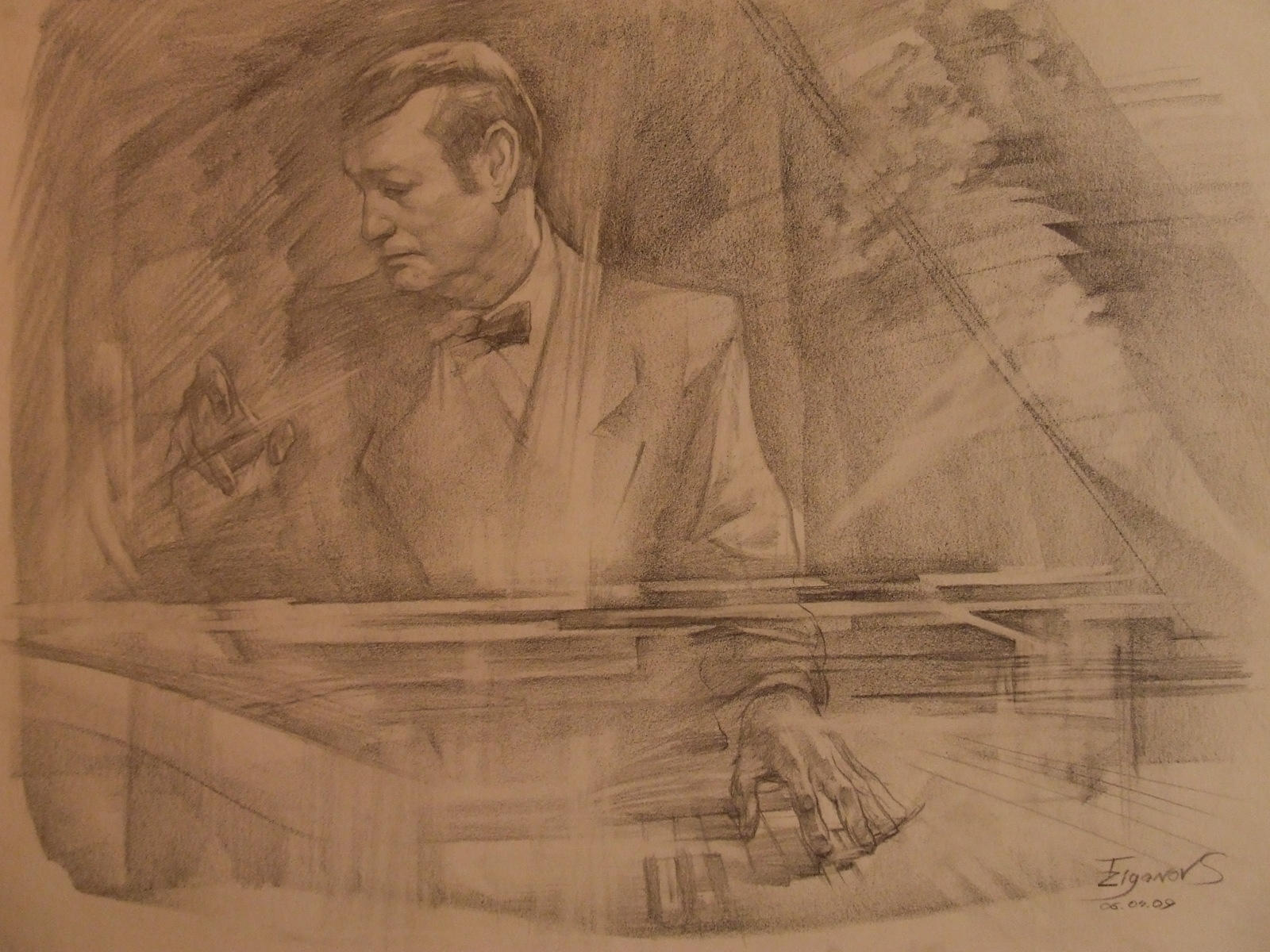
Dibuix de Serge Tziganov

La seva manera de tocar el piano és comparable a la de Franz Liszt, principalment per les seves habilitats d'improvisació enlluernadores. En les seves transcripcions, explica les idees musicals esquemàtiques de l'autor. El seu joc es va caracteritzar pel coneixement contrapuntístic, l'art de la variació i la inventiva. A la seva edat madura, va créixer al costat dels millors pianistes del segle xx, Arthur Rubinstein, Horowitz i Richter. Tot i així, no estava satisfet amb ell mateix, perfeccionava constantment les seves habilitats, practicava molt. El seu repertori va incloure principalment obres de Schumann, Chopin, Liszt, Grieg, Brahms i Rachmaninoff, la majoria de les quals també va enregistrar en vinil, a més, el seu programa incloïa obres d'autors barrocs francesos com Couperin, Rameau, Lully, però els francesos. Autors del segle XX (Sovint interpretava les obres de Ravel, Debussy, Franck). També li agradava fer les seves pròpies transcripcions i paràfrasis a l'estil de Liszt.
"I va ser només durant la transició de l'ombra a la llum que realment em vaig sentir viu i lliure. En un moment en què l'ocell de foc podia escapar de la seva fosca presó".
– György Cziffra: Canons i flors

## Llibres
- Georges Cziffra: Le piano, Denoël, París, 1977 (Col·lecció connaissance et technique jeunesse)
- Des canons et des fleurs; traduït al francès Jr. György Cziffra; Laffont, París, 1977 (A jeu découvert)
- Canons i Flors; l'operació, ext. Edició hongaresa. ordre de premsa. Péter Várnai, trad. Ágnes Fedor, György Herczeg; Editorial Musical, Budapest, 1983
- Canons i flors; traducció Ágnes Nikolett Tóth; Magyar Közlöny Paper and Book Publisher, Budapest, 2015

## La seva memòria
- L'any 2013 es va inaugurar una placa commemorativa en el seu honor al Parc Musical Gitanos (relleu d'Antal Illyés, 2013).
- Balázs János fa un concert commemoratiu en el seu honor a l'Acadèmia de Música cada novembre sota el títol Hommage à Cziffra.
- El 2013, un parc va rebre el seu nom als voltants de la seva residència infantil, l'antiga Tripolisz.[21] El mateix any, Budapest XVIII. el nom de Sallai Imre utca al districte es va canviar a Cziffra György utca.[22]
- Anualment s'organitza un festival a Budapest en memòria del pianista. El festival de quatre dies inclou concerts, un concurs de piano, exposicions i una classe magistral. Al recinte del festival, també podeu tastar la coca de Cziffra, que està preparada pels pastissers en memòria del famós artista.[23]

## Premis, guardons
- Premi Ferenc Liszt (1956)
- Ciutadà d'honor de Kőszeg (1986)
- Creu Mitjana de l'Orde del Mèrit de la República d'Hongria (1993)
- Grau d'oficial de l'Orde d'Honor de França (1993)
- Premi d'art hongarès (2003, pòstum)[24]
- Premi Patrimoni Hongarès (2016, pòstum)

## Discografia seleccionada
- Txaikovski: Concert per a piano nº, 1, 2, i 3, Orquestra Nacional de la Radiodifusió Francesa, dir.: Dervaux n.1, Orquestra Philarmonica, dir.: Vandernoot n. 2 i 3, EMI.
- Chopin: Antologia (1): Barcarolle, Bolero, Chants Polonais, Impromtus, Poloneses 3 a 7, Polonesa-fantasia, 2 i 3 Sonata, Tarantel·les. EMI. Antologia (2): Ballade nº.4, Concert per a piano nº, 1 Estudis 3,10,13,14, Impromtus nº, 1, Nocturn nº. 2, Polonesa nº, 3, Vals nº,7, Orquestra de París, dir.: Cziffra fill, EMI.
- Liszt: Antologia (1): Rève d'amour, Le ronde des Lutins, Sant François d'Assise prèchant aux oisseaux, Valse oubliée nº, 1, Ballade nº,2, Valse-Impromtu, 2 Poloneses, Apassionata EMI. (2)